# Episodi di Yamishibai (undicesima stagione)
L'undicesima stagione dell'anime Theatre of Darkness: Yamishibai, composta da 13 episodi, è andata in onda su TV Tokyo dal 9 luglio al 1 ottobre 2023.

## Lista episodi
| Nº | Titolo italiano Giapponese 「Kanji」 - Rōmaji                   | In onda           | In onda |
| Nº | Titolo italiano Giapponese 「Kanji」 - Rōmaji                   | Giapponese        |         |
| 1  | Il ritorno di Taro-chan 「タロちゃん(再)」 - Taro-chan (Sai)    | 9 luglio 2023     |         |
| 2  | Il nuovo legame 「新縁の家」 - Shinen no uchi                   | 16 luglio 2023    |         |
| 3  | Il foglio della rinascita 「再生紙」 - Saiseishi                | 23 luglio 2023    |         |
| 4  | Lo stesso di quella volta 「あの時の」 - Ano toki no            | 30 luglio 2023    |         |
| 5  | Campeggio in solitaria 「ソロキャンプ」 - Soro kyanpu           | 6 agosto 2023     |         |
| 6  | Il fiore bianco 「白い花」 - Shiroi hana                        | 13 agosto 2023    |         |
| 7  | Non è così, papà 「ちがうよパパ」 - Chigau yo papa              | 20 agosto 2023    |         |
| 8  | Attività da fan 「推し活」 - Oshi katsu                         | 27 agosto 2023    |         |
| 9  | La firma 「賽印 [さいん]」 - Sain                               | 3 settembre 2023  |         |
| 10 | La stazione Sairen 「再恋駅」 - Sairen eki                      | 10 settembre 2023 |         |
| 11 | Il riavvio 「再起動」 - Saikidō                                 | 17 settembre 2023 |         |
| 12 | Una fortuna nella sfortuna 「不幸中の幸い」 - Fukōchū no saiwai | 24 settembre 2023 |         |
| 13 | Il carillon 「オルゴール」 - Orugōru                            | 1 ottobre 2023    |         |